# STS-104
STS-104是航天飞机飞往国际空间站的亚特兰提斯号太空梭飞行任务。其主要目标是安装寻求号气密舱并帮助在国际空间站进行维护。本次任务是成功的，并且在成功的对接、设备安装和三次太空行走之后，它成功地返回了地球。

## 任务成员
| 位置      | 宇航员                          | 宇航员                          |
| --------- | ------------------------------- | ------------------------------- |
| 指令长    | 史蒂夫·林赛 第三次太空飞行      | 史蒂夫·林赛 第三次太空飞行      |
| 驾驶员    | 查尔斯O.Hobaugh 第一次太空飞行  | 查尔斯O.Hobaugh 第一次太空飞行  |
| 任务专家1 | 迈克尔·格恩哈特 第四次太空飞行  | 迈克尔·格恩哈特 第四次太空飞行  |
| 任务专家2 | 珍妮特*L.Kavandi 第三次太空飞行 | 珍妮特*L.Kavandi 第三次太空飞行 |
| 任务专家3 | 詹姆斯*F*赖利 第二次太空飞行    | 詹姆斯*F*赖利 第二次太空飞行    |

## 任务亮点

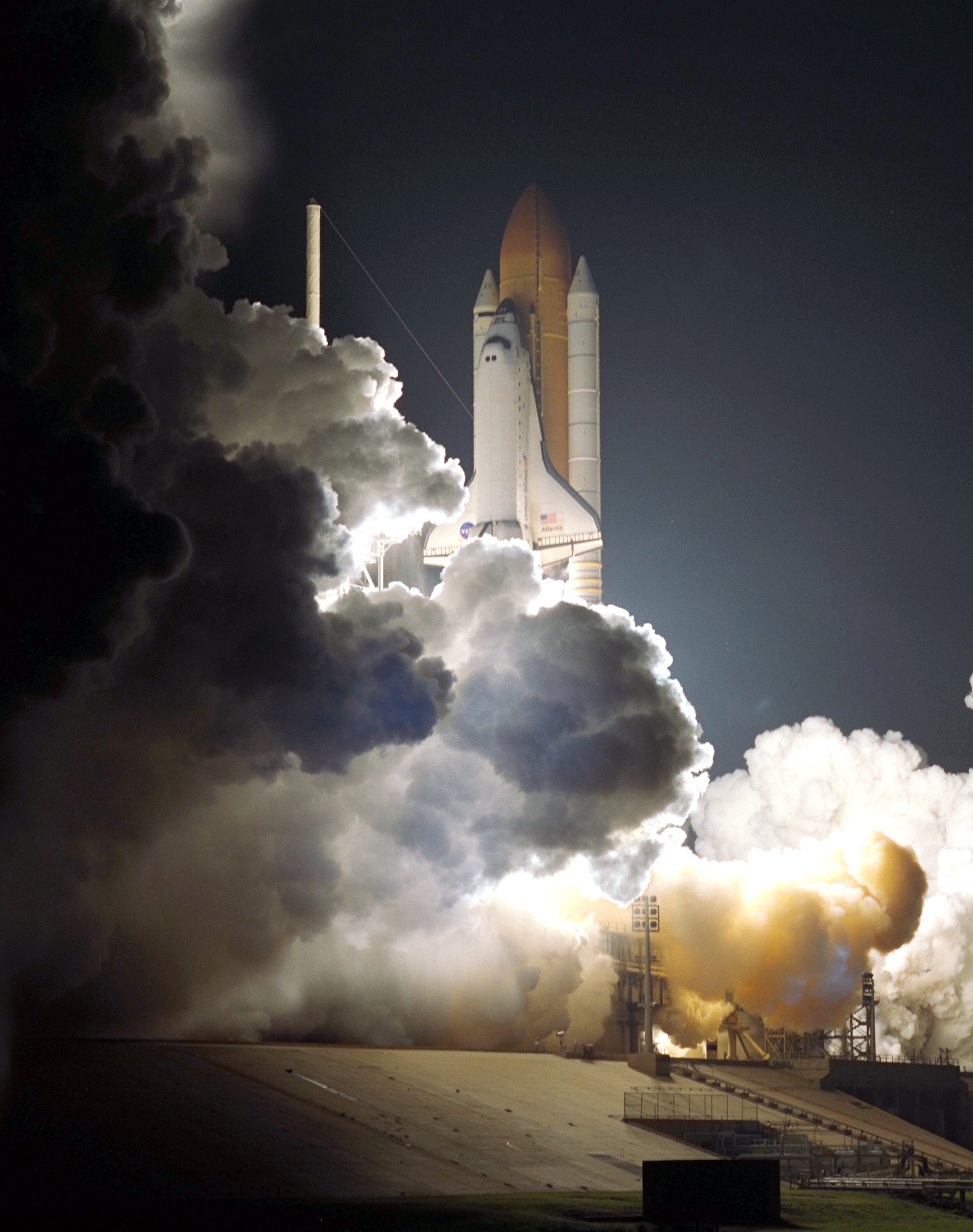
STS-104任务中亚特兰蒂斯号航天飞机发射。

这次飞行的主要目的是交付和安装寻求号气密舱。寻求号气密舱是一种加压飞行元件，由两个圆柱形的舱室连接在一起，由一个连接舱壁和舱门。一旦安装并启动，国际空间站气闸就成为国际空间站太空行走进出美国宇航服的主要路径，这种航天服被称为舱外移动单元，即EMU。此外，寻求号气密舱的设计也支持俄罗斯的奥兰太空服进行EVA活动。
寻求号气密舱长20英尺(6.1米)，直径13英尺(4.0米)，重6.5短吨(5.9公吨)。它是由空间站的马歇尔太空飞行中心承建商波音公司建造的。寻求号气密舱有两个主要部件：一个机组气闸和一个设备气密舱，用于存储EVA齿轮和EVA的预飞前装置。STS-104还携带一个带有四个高压气体组装容器的空间托盘，这些集装箱附在气闸外部。
任务专家迈克尔·格恩哈特和James Reilly进行了三次太空行走，亚特兰提斯号太空梭被停靠在国际空间站。他们总共在外面呆了16个小时30分钟。在第一次太空行走中，格恩哈特和Reilly协助安装了气密舱。在第二次和第三次舱外行走中，他们将工作重点放在四个高压气罐、扶手和其他重要设备的外部装备上。第三次太空行走是从寻求号气密舱本体进行的。
STS-104是由五名宇航员编组的最后一次航天飞机任务。此后所有成功的任务都有6或7名任务成员（不包括最后一次任务STS-135，仅有4名任务成员）。

### 搭载Block II SSME的第一次飞行
STS-104是第一次搭载“Block II”SSME飞行的航天飞机飞行任务。发射后分析表明，发动机关闭时发生了异常现象。2001年11月，STS-108任务确定了原因，并验证了缓解办法。

## 太空行走
- 格恩哈特和Reilly – EVA 1
- EVA 1开始：2001年7月15日 – 03:10 UTC
- EVA 1结束：2001年7月15日 – 09:09 UTC
- 持续时长：5小时59分钟
- 格恩哈特和Reilly – EVA 2
- EVA 2开始：2001年7月18日 – 03:04 UTC
- EVA 2结束：2001年7月18日 – 09:33 UTC
- 持续时长：6小时29分钟
- 格恩哈特和Reilly – EVA 3
- EVA 3开始：2001年7月21日 – 04:35 UTC
- EVA 3结束：2001年7月21日 – 08:37 UTC

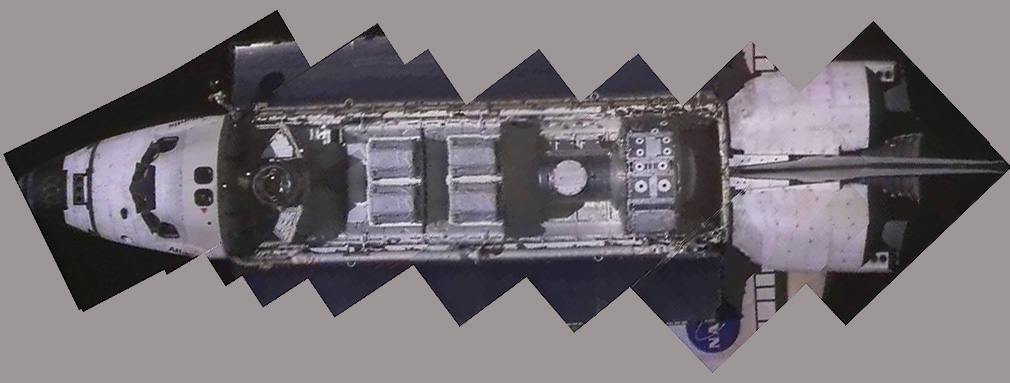
在接近国际空间站的过程中，STS-104的有效载荷舱被电视摄像机拍摄，没有对这一事件进行静态摄影

- 持续时长：4小时02分钟

## 唤醒铃声
在双子座计划期间，美国宇航局开始了向宇航员演奏音乐的传统，这项计划最初是在阿波罗15号的时候用来唤醒宇航员的。每首曲子都是特别选取的，通常是由成员组的家人选择的，对成员组中的个别成员有特殊的意义，或者适用于他们的日常活动。
| 任务日 | 歌曲                      | 艺术家/组合                                                    | 链接                                                                                    |
| ------ | ------------------------- | -------------------------------------------------------------- | --------------------------------------------------------------------------------------- |
| 第2日  | "Wallace Courts Murron"   | Braveheart Soundtrack                                          | wav（页面存档备份，存于） NetShow（页面存档备份，存于） RealAudio（页面存档备份，存于） |
| 第3日  | "God of Wonders"          | Caedmons Call                                                  | wav（页面存档备份，存于） NetShow（页面存档备份，存于） RealAudio（页面存档备份，存于） |
| 第4日  | "Space Cowboy"            | 'N Sync                                                        | wav（页面存档备份，存于） NetShow（页面存档备份，存于） RealAudio（页面存档备份，存于） |
| 第5日  | "No Woman, No Cry"        | Bob Marley                                                     | wav（页面存档备份，存于） NetShow（页面存档备份，存于） RealAudio（页面存档备份，存于） |
| 第6日  | "Nobody Does it Better"   | Carly Simon, from The Spy Who Loved Me soundtrack              | wav（页面存档备份，存于） NetShow（页面存档备份，存于） RealAudio（页面存档备份，存于） |
| 第7日  | "Happy Birthday, Darling" | Conway Twitty                                                  | wav（页面存档备份，存于） NetShow（页面存档备份，存于） RealAudio（页面存档备份，存于） |
| 第8日  | "All I Wanna Do"          | Sheryl Crow                                                    | wav（页面存档备份，存于） NetShow（页面存档备份，存于） RealAudio（页面存档备份，存于） |
| 第9日  | "A Time to Dance"         | Space Center Intermediate School Symphonic Band                | wav（页面存档备份，存于） NetShow（页面存档备份，存于） RealAudio（页面存档备份，存于） |
| 第10日 | "I Could Write a Book"    | Harry Connick Jr., from the soundtrack to When Harry Met Sally | wav（页面存档备份，存于） NetShow（页面存档备份，存于） RealAudio（页面存档备份，存于） |
| 第11日 | "Who Let the Dogs Out?"   | The Baha Boys                                                  | wav（页面存档备份，存于） NetShow（页面存档备份，存于） RealAudio（页面存档备份，存于） |
| 第12日 | "Orinoco Flow"            | Enya                                                           | wav（页面存档备份，存于） NetShow（页面存档备份，存于） RealAudio（页面存档备份，存于） |
| 第13日 | "Honey, I'm Home"         | Shania Twain                                                   | wav（页面存档备份，存于） NetShow（页面存档备份，存于） RealAudio（页面存档备份，存于） |
| 第14日 | "Hold Back the Rain"      | Duran Duran                                                    | wav（页面存档备份，存于） NetShow（页面存档备份，存于） RealAudio（页面存档备份，存于） |

### 译注
1. ↑  译名参考自人民网[1]
2. ↑  译名参考自腾讯网[2]